# Legge Rotenberg
La cosiddetta legge Rotenberg (in russo Закон Ротенберга?) è il disegno di Legge Federale della Federazione Russa n°607554-6 Archiviato il 28 dicembre 2014 in Internet Archive. Amendamenti della Legge Federale sulla "Compensazione per la violazione del diritto ad un processo entro un tempo ragionevole o il diritto all'esecuzione di un atto giudiziario entro un tempo ragionevole" (chiarifiche su certi commi della Legge Federale sul risarcimento in seguito alla violazione del diritto all'esecuzione di un atto giudiziario entro un tempo ragionevole). Questa legge ha ricevuto il suo nome informale dall'uomo d'affari russo Arkadij Rotenberg dopo che l'Italia ne ha bloccato quasi 40 milioni di dollari in beni a lui riconducibili.
La legge autorizza la confisca di beni detenuti sul territorio russo da parte di nazioni straniere che hanno imposto sanzioni contro cittadini russi.